# De Borgmolen
De Borgmolen – wiatrak w miejscowości Grou, w gminie De Friese Meren, w prowincji Fryzja, w Holandii. Młyn wzniesiono w 1895 r., a w obecnie zajmowaną lokalizację został przeniesiony w 2008 r. Ma on dwa piętra, przy czym powstał na jednopiętrowej bazie. Jego śmigła mają rozpiętość 14,70 m. Wiatrak służył głównie do pompowania wody za pomocą śruby Archimedesa.